# Mustafa Fazıl Pacha
Mustafa Fazıl Pacha, né le 22 février 1830 au Caire (Empire ottoman) et mort le 11 novembre 1875 à Constantinople (Empire ottoman), est un prince égyptien de la dynastie de Méhémet Ali (fondé par son grand-père) et un homme politique ottoman.
Le prince Mustafa Fazil est né au Caire fils d'Ibrahim Pacha d'Égypte et de Ülfet Khanum, de noblesse turque. Il étudie à l'école de la mission Égyptienne de Paris. 
Le 18 janvier 1863, Mustafa Fazil devient l'héritier présomptif comme khédive (vice-roi d'Égypte) mais, le 28 mai 1866, les autorités ottomanes modifient la loi afin que la succession se fasse en ligne directe au lieu de passer de frère à frère. Pour protester contre cette décision, Mustafa Fazil quitte l'Égypte pour Paris où il fréquente le groupe des Jeunes-Ottomans, opposants au sultan Abdülaziz.
Bien qu'écarté de la ligne de succession, Mustafa Fazil exerce les fonctions de ministre de l'éducation en 1862, ministre des finances en 1864 et 1869, et ministre de la justice à partir de 1871 jusqu'en 1872.
Le prince Mustafa Fazil avait un certain nombre d'épouses. Il a engendré dix fils et six filles dont l'aînée, la princesse Nazli Fazl, était un membre éminent de la société du Caire et l'hôtesse du premier salon littéraire moderne dans le monde arabe. Son fils Ismail Fazıl Pacha (en) était le frère jumeau de la princesse Rukiye Fazıl.
Il meurt en 1875 à Kandilli (en), quartier de Constantinople (Istanbul). 

## Divers
Franc-maçon, il est initié dans les années 1860 à la loge Union d'Orient à l'Orient de Constantinople (Istanbul) sous juridiction du Grand Orient de France,.